# 수파찰라사이 경기장
수파찰라사이 경기장(태국어: สนามศุภชลาศัย)은 태국 방콕에 국립경기장 단지의 일부이다. 1938년에 개장했으며 35,000명을 수용할 수 있다.
1966년 아시안 게임과 1970년 아시안 게임, 1978년 아시안 게임 주경기장으로 선정되었으며 2007년 AFC 아시안컵 때에는 오만과 이라크의 A조 예선 경기가 열렸다. 1998년 아시안 게임 축구 경기도 열렸다.

## 같이 보기
- 라차망칼라 스타디움

1. ↑  “สนามกีฬาศุภชลาศัย”. 《SATC》 (태국어). 2017년 12월 3일에 원본 문서에서 보존된 문서. 2017년 1월 16일에 확인함.